# تیم باتلر
تیم باتلر (انگلیسی: Tim Butler؛ زادهٔ ۷ دسامبر ۱۹۵۸ در تدینگتون) یک ترانه‌سرا و موسیقی‌دان اهل بریتانیا است. وی در اجراهایش گیتار بیس می‌نوازد.
تیم در حال حاضر در کسینگتون کنتاکی با همسر خود رابین وسلی باتلر و فرزندان‌شان زندگی می‌کند.